# Plusiophaes thermotis
Plusiophaes thermotis är en fjärilsart som beskrevs av George Francis Hampson 1926. Plusiophaes thermotis ingår i släktet Plusiophaes och familjen nattflyn. Inga underarter finns listade i Catalogue of Life.